# Stephanie Dixon
Pour les articles homonymes, voir Dixon.
Stephanie Dixon, née le 10 février 1984 à Brampton, est une nageuse canadienne. Elle est considérée comme l'une des meilleures nageuses mondiales avec un handicap.

## Biographie
Née avec une seule jambe, Stephanie Dixon débute la natation à l'âge de 2 ans et entre en compétition à 13 ans. Elle intègre l'équipe du Canada un an plus tard.
Elle quitte sa ville natale de Brampton pour l'Université de Victoria dans laquelle elle est étudiante en psychologie.
Membre de la délégation canadienne participant aux Jeux paralympiques d'été de 2000 à Sydney, elle remporte, à l'âge de 16 ans, cinq médailles d'or. Elle détient ainsi le record de titres remportés par un sportif canadien en une seule édition des Jeux paralympiques. Stephanie Dixon représente à nouveau le Canada lors des Jeux paralympiques d'été de 2004 à Athènes, où elle obtient une médaille d'or, six médailles d'argent, et une médaille de bronze. Aux Jeux parapanaméricains de 2007 se tenant à Rio de Janeiro, elle est titrée à sept reprises. 
Aux Jeux paralympiques d'été de 2008 à Pékin, elle conquiert quatre nouvelles médailles, dont une en or, battant dans le même temps son propre record du monde en 100 mètres dos.

## Palmarès

### Jeux paralympiques
| Discipline / Année     | Sydney 2000 | Athènes 2004 | Pékin 2008 |
| 50 m nage libre        | Argent      | Bronze       | 6e         |
| 100 m nage libre       | Or          | Argent       | Bronze     |
| 400 m nage libre       | Or          | Argent       | Argent     |
| 100 m dos              | Or          | Or           | Or         |
| 100 m papillon         | -           | Argent       | 4e         |
| 200 m quatre nages     | Argent      | Argent       | Argent     |
| 4 × 100 m nage libre   | Or          | -            | -          |
| 4 × 100 m quatre nages | Or          | -            | -          |

### Jeux parapanaméricains
| Discipline / Année     | Rio de Janeiro 2007 |
| 50 m nage libre        | Or                  |
| 100 m nage libre       | Argent              |
| 400 m nage libre       | Or                  |
| 100 m dos              | Or                  |
| 100 m papillon         | 8e                  |
| 200 m quatre nages     | Or                  |
| 4 × 100 m nage libre   | Or                  |
| 4 × 100 m quatre nages | Or                  |